# Neotis ludwigii
Neotis ludwigii е вид птица от семейство Otididae. Видът е застрашен от изчезване.

## Разпространение
Видът е разпространен в Ангола, Лесото, Намибия и Южна Африка.